# Palhaça
Palhaça est une paroisse civile portugaise (en portugais : freguesia) de la municipalité d'Oliveira do Bairro dans le district d'Aveiro.

## Démographie
Lors du recensement de 2021, Palhaça compte 2 664 habitants. C'est alors la paroisse la moins peuplée de la municipalité d'Oliveira do Bairro.